# لينارت ليندغرين
لينارت ليندغرين (بالسويدية: Lennart Lindgren)‏ هو عداء سريع سويدي، ولد في 14 أبريل 1915 في مالمو في السويد، وتوفي بنفس المكان في 26 أبريل 1952.

## وصلات خارجية
- لينارت ليندغرين على موقع أوليمبيديا (الإنجليزية)
- لينارت ليندغرين على موقع اللجنة الأولمبية السويدية (السويدية)